# Hermann Kolbe
Adolph Wilhelm Hermann Kolbe (27. září 1818 Elliehausen, Hannoverské království – 25. listopadu 1884 Německo) byl německý chemik.
Navzdory všeobecně uznávanému názoru, že organické sloučeniny mohou být syntetizovány pouze živými organismy, věřil že tyto látky lze připravit i z anorganických sloučenin; svou teorii potvrdil přípravou kyseliny octové ze sirouhlíku. Také předpověděl existenci sekundárních a terciárních alkoholů. Dále se zabýval elektrolýzou solí karboxylových kyselin a připravil kyselinu salicylovou, základ pro přípravu aspirinu Kolbeho syntézou. Společně s Edwardem Franklandem objevil, že nitrily mohou být hydrolyzovány na příslušné kyseliny.

## Život
Kolbe se narodil v Elliehausenu, nedaleko Göttingenu v Německu jako nejstarší syn protestantského pastora. V třinácti letech vstoupil gymnázium v Göttingenu, kde bydlel v domě jednoho z profesorů. Maturitu získal o šest let později. V té době se začal intenzivně zajímat o chemii. Na jaře 1838 vstoupil na univerzitu v Göttingenu, aby mohl studovat se známým chemikem Friedrichem Wöhlerem.
V roce 1842 se stal asistentem Roberta Bunsena na univerzitě v Marburgu, kde roku 1843 získal doktorát. V roce 1845 se stal asistentem Lyona Playfaira v novém muzeu geologie v Londýně, kde se stal blízkým přítelem Edwarda Franklanda. Od 1847 se podílel na Handwörterbuch der reinen und angewandten Chemie („Slovník čisté a aplikované chemie“) Justuse von Liebiga, Wöhlera, a Johanna Christiana Poggendorffa. V roce 1865 byl pozván na univerzitu v Lipsku. Roku 1864 byl zvolen zahraničním členem Královské švédské akademie věd.
V roce 1853 se oženil s Charlottou, dcerou generálmajora Wilhelma von Bardelebena. Jeho manželka zemřela v roce 1876 po 23 letech šťastného manželství. Měli spolu čtyři děti.